# Svazek obcí Kostomlatska
Svazek obcí Kostomlatska byl dobrovolný svazek obcí v okresu Nymburk, jeho sídlem byly Kostomlaty nad Labem a jeho cílem byl rozvoj mikroregionu. Předmětem činnosti byla výstavba skupinového vodovodního řádu pro obce Kostomlátky – Doubrava – Kostomlaty nad Labem. Sdružoval celkem 2 obce, byl založen v roce 2003 a zanikl v roce 2022.

## Obce sdružené v mikroregionu
- Kostomlaty nad Labem
- Kostomlátky